# 乌利希·威克尔特

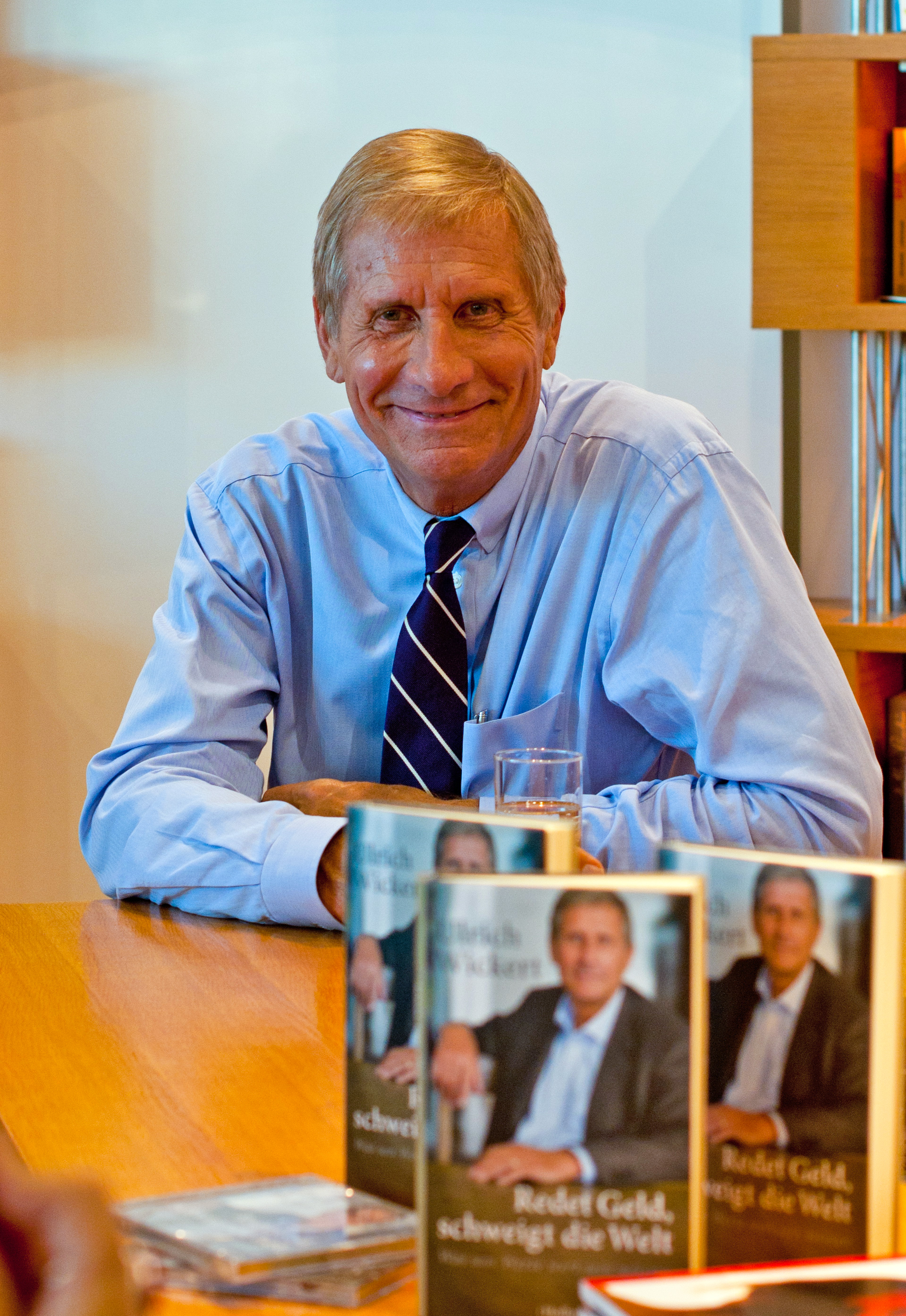
Ulrich Wickert 2011

乌利希·威克尔特（Ulrich Wickert，1942年12月2日—），生于日本东京，他是德国著名的记者、电视主持人和作家。